# Nosrat Peseškijan
Nosrat Peseškijan (18. jun 1933 – 27. april 2010) je rođen u Iranu, a od svoje 21. godine živeo je i studirao u Nemačkoj. Bio je specijalista iz neurologije, psihijatar i psihoterapeut. Pripadao je bahajskoj religiji. Tvorac je pozitivne psihoterapije (1968), metode koja se zasniva na transkulturnom pristupu.

## Biografija
Rođen je u Iranu, a od 1954. godine je boravio u Nemačkoj, gde je studirao medicinu u Frajburgu, Frankfurtu na Majni i Majncu. Posle specijalizacije i doktorskih studija iz medicine, završio je postdiplomsku obuku iz psihijatrije u Nemačkoj, Austriji, Švajcarskoj i SAD. Kao međunarodni predavač, boravio je u 67 zemalja širom sveta. 1997. godine dobio je Richard Merten nagradu, koja predstavlja jedno od najvećih priznanja za osiguranje kvaliteta u pozitivnoj psihijatriji. Do kraja 2006. godine, u Nemačkoj, Austriji, Švajcarskoj i Luksemburgu, oko 38.000 doktora medicine, psihologa i pedagoga prošlo je njegovu obuku za ovu metodu.
Nosrat Peseškijan je napisao veliki broj knjigа o psihoterapiji. Od 26 knjiga o pozitivnoj psihoterapiji,nekoliko je prevedeno na čak 24 jezika. Takođe, 260 njegovih članaka je objavljeno u naučnim časopisima.(2
Osnovao je Akademiju za psihoterapiju u Visbadenu (Wiesbaden Academy of Psychotherapy (WIAP)) 1971. godine. Akademija je licencirana od strane državne medicinske komore u Hesenu za postdiplomsku obuku lekara i psihoterapeuta.
Do svoje smrti, 2010. godine, bio je na čelu Peseškijan fondacije - Međunarodne akademije za pozitivnu psihoterapiju i transkulturnu psihoterapiju (International Academy for Positive and Transcultural Psychotherapy - Peseschkian Foundation), koja se bavi obukom i projektima vezanim za pozitivnu psihoterapiju.
Ima dva sina, Hamida i Navida.

## Pozitivna psihoterapija
Pozitivna psihoterapija je psihoterapeutski metod sa psihodinamičkim modelom koji se zasniva na transkulturnom i humanističkom principu. Peseškijan je razvio ovaj metod zajedno sa svojim saradnicima 1968. godine.

## Dela
- If You Want Something You Never Had, Then Do Something You Never Did, by Nossrat Peseschkian, published 2006, Sterling Publishers Pvt., Limited.  978-1-84557-509-0.
- Psychoterapie v každodenním životě: jak se účinněvypořádat s konflikty by NossratPeseschkian, published 2000, Cesta.  978-80-7295-010-2.
- A párkapcsolat 17 + 1 formája, By NossratPeseschkian, Published 1992, Helikon.  978-963-208-256-1.
- Positive Psychotherapy Theory and Practice of a New Method, by Peseschkian, Nossrat (Walker, Robert R, Dr. Translator), Publisher: Springer-Verlag.  (first German edition 1977 by Fischer Verlag)
- Oriental Stories as Tools in Psychotherapy: the Merchant and the Parrot / With 100 Case Examples for Education and Self-Help, by Peseschkian, Nossrat, Publisher: Springer-Verlag, 1986.  978-0-387-15765-8 (first German edition 1979 by Fischer Verlag)
- In Search of Meaning, by Peseschkian, Nossrat, Publisher: Springer.  978-0-387-15766-5 (first German edition 1983 by Fischer Verlag)
- Positive Family Therapy, by Peseschkian, Nossrat, Publisher: Springer.  978-0-387-15768-9 republished Sterling Publishers Pvt. Ltd, India.  978-81-207-1839-5 (first German edition 1980 by Fischer Verlag)
- Psychotherapy of Everyday Life: Training in Partnership and Self Help With 250 Case Histories, by Peseschkian, Nossrat, Publisher: Springer.  978-0-387-15767-2 (first German edition 1974 by Fischer Verlag)
- Positive Psychotherapy in: Globalized Psychotherapy by Alfred Pritz (Ed.), Publisher: Facultas. 2002.  978-3-85076-605-0.
- Religion and Science from the Viewpoint of the Bahá'i Faith in: Psychotherapy in East and West. Proceedings of the 16th International Congress of Psychotherapy. Publisher: Korean Academy for Psychotherapists 1994.

## Spoljašnje veze
- Internationale Akademie für Positive und Transkulturelle Psychotherapie (IAPP)

- Wiesbadener Akademie für Psychotherapie (WIAP)

- Richard-Merten-Preis Архивирано на веб-сајту  (22. април 2016)